# Stephen Stucker
Stephen Stucker (n. 2 iulie 1947, Des Moines, Iowa, SUA – d. 13 aprilie 1986, Hollywood, California, SUA) a fost un actor american. Acesta era cunoscut pentru interpretarea unor personaje bizare precum controlorul de trafic aerian Johnny în Avionul buclucaș (1980) și stenograful travestit⁠(d) din sala de judecată în The Kentucky Fried Movie⁠(d) (1977).

## Biografie
Stucker s-a născut în Des Moines, Iowa, iar familia sa s-a mutat în Shaker Heights⁠(d), Ohio. În timpul școlii, acesta cânta la pian și era cunoscut pentru glumele sale.
A debutat pe marele ecran în filmul de comedie Carnal Madness⁠(d) (1975) în rolul lui Bruce Wilson, un creator de modă homosexual, care evadează dintr-un azil de nebuni alături de doi pacienți și ajung într-o școală pentru fete. Următorul său rol a fost în comedia Cracking Up, fiind coleg de distribuție cu Fred Willard⁠(d), Michael McKean⁠(d) și Harry Shearer.
Stucker a fost un membru al grupului de comici al Kentucky Fried Theater din Madison, Wisconsin fondat de David Zucker⁠(d), Jim Abrahams⁠(d) și Jerry Zucker⁠(d). În 1977, a apărut în The Kentucky Fried Movie, un lungmetraj inspirat de spectacolele grupului. A apărut ulterior în comedia Avionul buclucaș și în Avionul buclucaș II: Continuarea. 
În 1982 a apărut în trei episoade ale serialului de televiziune Mork & Mindy, iar un an mai târziu, a avut un rol minor în filmul Schimb de locuri. În 1984, l-a interpretat pe Dr. Bender, un psihiatru obsedat de sex, în comedia pentru adolescenți Bad Manners⁠(d).

## Moartea
Pe 12 iulie 1984, Stucker a fost diagnosticat cu SIDA. Acesta și-a dezvăluit boala în presă în anul următor, devenind unul dintre primii actori cunoscuți care au făcut acest lucru. Într-un interviu din noiembrie 1985, Stucker a susținut că a avut simptome de cancer încă din 1979, înainte ca societatea să afle despre SIDA, și obișnuia să folosească droguri injectabile.
A murit ca urmare a unor complicații cauzate de SIDA într-un spital din Los Angeles la 13 aprilie 1986. Avea doar 38 de ani. Este înmormântat în Chapel of the Chimes⁠(d).

## Filmografie
| An   | Titlu                        | Rol                   | Note                                                    |
| ---- | ---------------------------- | --------------------- | ------------------------------------------------------- |
| 1975 | Carnal Madness               | Bruce Wilson          | Titluri alternative: Delinquent School Girls / Sizzlers |
| 1977 | Cracking Up                  | Bruce "Tushy" Smith   |                                                         |
| 1977 | The Kentucky Fried Movie     | Stenograful           | Segmenult: "Courtroom"                                  |
| 1980 | Airplane!                    | Johnny Henshaw-Jacobs |                                                         |
| 1981 | Marie                        | Stephen Stucker       | Episodul # 1.7                                          |
| 1982 | Mork & Mindy                 | Billy Vincent         | Episodul: "Gotta Run: Part 3"                           |
| 1982 | Jimmy the Kid                | Vecin #2              |                                                         |
| 1982 | Airplane II: The Sequel      | Jacobs / Funcționarul |                                                         |
| 1983 | Trading Places               | Șef de gară           |                                                         |
| 1984 | Bad Manners                  | Dr. Bender            | Titlu alternativ: Growing Pains                         |
| 1985 | Hot Resort                   | Bobby Williams        |                                                         |
| 1988 | The Wizard of Speed and Time | Coreograful           | Scene filmate în 1984; lansat postum                    |